# Raging Stallion

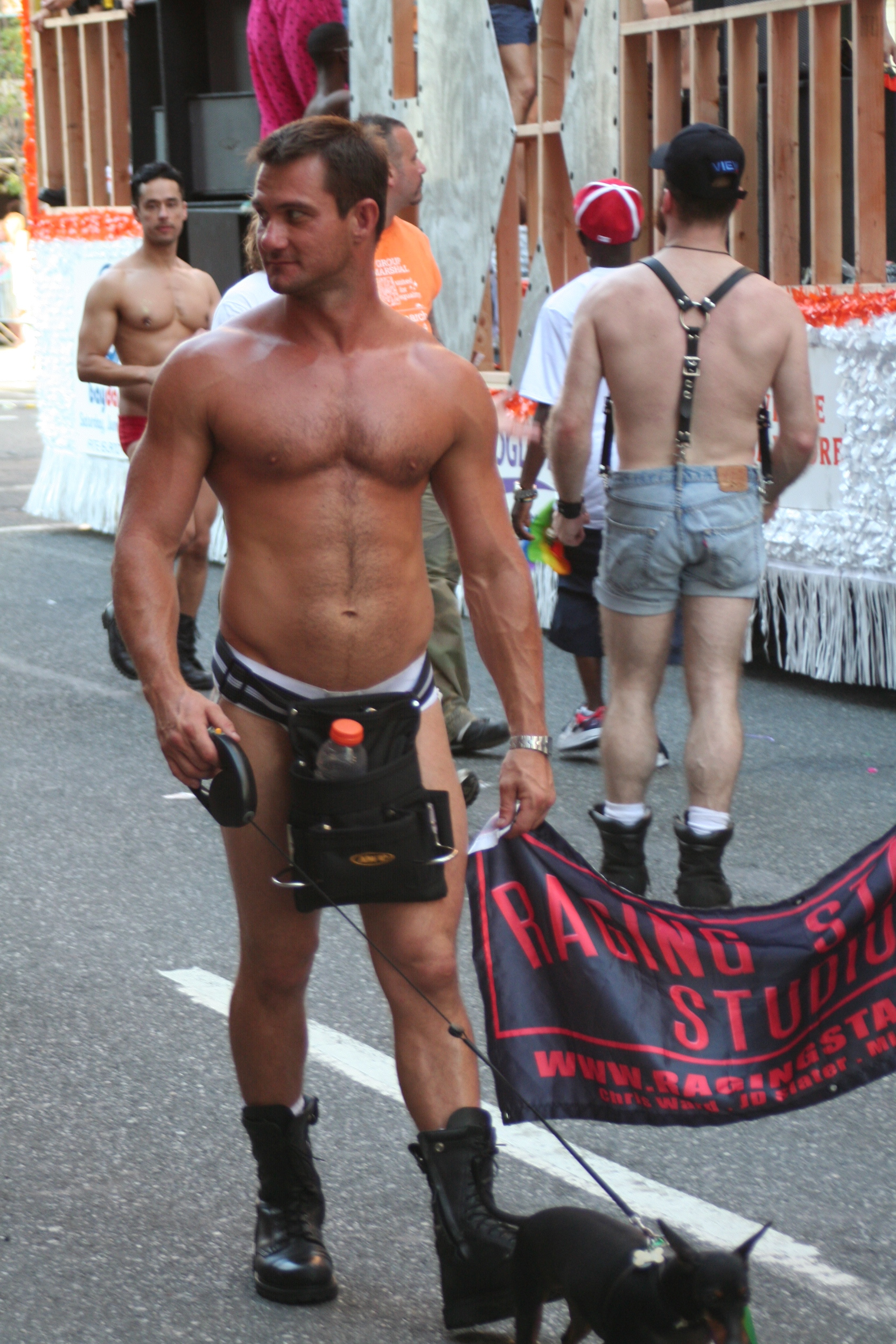
Abordnung der Firma Raging Stallion beim Gay Pride 2007 in New York

Raging Stallion (dt. „tobender (Deck-)Hengst“) ist ein US-amerikanisches Unternehmen mit Firmensitz in San Francisco, Kalifornien.
Das Unternehmen produziert hauptsächlich Filme in der Sexindustrie für ein schwules Publikum. Gegründet wurde das Unternehmen in den 1990er Jahren von Chris Ward und J.D. Slater. Später wurde Michael Brandon Miteigentümer. Produziert hat das Unternehmen anfangs für den US-amerikanischen Markt. Seit den 2000er Jahren ist das Unternehmen auch auf dem europäischen Markt und international in anderen Weltregionen vertreten. Die Bandbreite der Produkte reicht von Hardcore-Pornofilmen über Softcore-Videos bis hin zu Kalendern, Postkarten und Fotobänden. Der erste Fotoband des Unternehmens erschien 2008 im Bruno Gmünder Verlag und trägt den Titel Magnum. 2009 veröffentlichen sie im selben Verlag den Bildband To The Last Man.
2005 wurden 22 neue Filme gedreht. 2006 hatte das Unternehmen Erfolg mit den Filmen Hard as Wood und Arabesque, mit denen sie neue Rekorderlöse erzielten.

## Erfolge bei den GayVN Awards (Auswahl)
Mit dem Film Cops Gone Bad! mit Michael Soldier und Chris Steele gewann Raging Stallion Studios den GayVN Award 2003. 2004 gewann Michael Soldier, der für Raging Stallion arbeitet, den GayVN Award als bester Darsteller. Ebenso gewann der Film GayDreams von Raging Stallion mit Michael Vincenzo, Peter Raeg und Shane Rollins einen GayVN Award. 2005 gelang der Sieg für den Film Wall of Penises—Hard Sex bei den GayVN Awards. Für den Film Passport to Paradise erhielt Raging Stallion Studios 2006 den GayVN Award und in einer weiteren Kategorie für den Film Arabesque mit Huessein, Joey Russo und Colin West. 2007 gelang der Sieg bei den Gay VN Awards mit dem Film Manhattan. 2008 gewann das Unternehmen mit dem Film Grunts: Brothers in Arms in der Kategorie Best Picture bei den GayVN Awards. 2009 holte man mit To the Last Man die meisten Auszeichnungen.

## Videomarken
- Raging Stallion Studios
- Centurion Muscle
- Monster Bang